# Stadia Games and Entertainment
Stadia Games and Entertainment est une entreprise américaine de développement de jeux vidéo appartenant à Google.
L'entreprise est dirigée par Jade Raymond, ancienne productrice et directrice de studio chez Ubisoft puis Electronic Arts.

## Historique
La création du studio est dévoilée en mars 2019 pour accompagner Stadia, la nouvelle plate-forme de jeux vidéo à la demande conçue par Google. En plus de créer des jeux avec sa propre équipe et de subvenir à la création de jeux indépendants, qui seront tous exclusifs à Stadia. Stadia Games and Entertainment soutient le portage de jeux d'autres éditeurs vers le service Stadia,,.
En février 2021, Google annonce la fermeture du Studio et l'arrêt des projets prévus pour être publiés après 2021.